# Цех, Гвидо Альфонс
Гвидо А. Цех (Guido A. Zäch) родился 1 октября 1935 года в городе Хёгеншвиль (Häggenschwil), кантон Санкт Галлен) — Известный швейцарский врач и политик, представитель христианско-демократической народной партии (Die Christlichdemokratische Volkspartei der Schweiz (CVP Schweiz).

## Карьера
Карьеру Гвидо Цех начинал как ассистент и заведующий отделением больницы кантона Базель. С 1973 по 1989 год работал главным врачом Швейцарского Центра Параплегиков в Базеле (Swiss Paraplegic Centre of Basel). Гвидо Цех стал известным на всю страну, когда основал Швейцарский Центр Параплегиков в городе Нотвили, где работал на должности главного врача, директора и президента. Кроме того, Гвидо Цех основал Швейцарский Фонд Параплегиков, Швейцарский Центр параплегических исследований и Швейцарское Объединение Параплегиков как организации самопомощи больных ДЦП.
С 1984 по 1988 г. Гвидо Цех был членом Большого Совета Кантона города Базель и членом комиссии при больнице. С 1999 по 2003 г. он представлял кантон Ааргау в Национальном совете.
В 2009 году Гвидо Цех вновь начал работать в Центре параплегиков. Цех проводит экскурсии для посетителей Центра и работает с донорами фонда.

## Реабилитация параплегиков
Гвидо Цех известен как автор концепта комплексной реабилитации больных ДЦП. Основанный им в 1975 г. Швейцарский фонд параплегиков дал начало глобальной структуре для оказания комплексной реабилитации для людей с поражениями позвоночника. Фонд является признанной в мире благотворительной организацией, которая помогает швейцарским пациентам и их семьям. Помощь предоставляется в прямой форме (закупка реабилитационного оборудования: подъемников по лестнице, тележек и т. п, переоборудование транспортных средств и рабочих помещений), а также в проведении спортивных занятий и профессиональных тренингов.
Швейцарское Объединение параплегиков, основанное по инициативе Гвидо Цеха 1980 г., — это организация самопомощи больных ДЦП, которая насчитывает около 100 000 членов, объединенных в 27 клубов людей на инвалидных колясках. Организация предлагает помощь и услуги в различных сферах для обеспечения полноценной жизни больных ДЦП: юридическую помощь, отдых, занятия спортом на инвалидных колясках, профессиональная помощь и помощь в трудоустройстве и т. п. Также организация представляет социальные и политические интересы людей с ДЦП.
Институт Гвидо Цеха, Нотвиль предоставляет инфраструктуру для проведения конференций в гостинице Института Гвидо Цеха.
Гвидо Цех проживает в Зофингене, женат, имеет семеро детей.